# Pafawag 3WE
Pafawag 3WE i 3WEa (typ wagonów 301B+401B+301B, seria EW58) – normalnotorowe trójwagonowe wysokoperonowe elektryczne zespoły trakcyjne wyprodukowane w zakładach Pafawag we Wrocławiu w latach 1974–1980 w liczbie 28 sztuk.
Początkowo pojazdy tego typu przewidziano dla gdańskiego i warszawskiego węzła kolejowego, ale ostatecznie były one eksploatowane tylko w Trójmieście. W latach 90. większość składów uległa wypadkom i została zezłomowana. W 2010 r.  planowano zmodernizować 7 pozostających w ruchu jednostek, ale dwa lata później zrezygnowano z tej przebudowy i ostatecznie zakończono ich eksploatację. Pod koniec 2016 zdecydowano o złomowaniu 6 egzemplarzy oraz zachowaniu siódmego jako eksponat.
Doświadczenia z produkcji i eksploatacji pojazdów typu 3WE posłużyły do zbudowania w 1990 dwóch sztuk EZT typu 6WE.

## Geneza
W połowie lat 60. XX w. eksploatowane w Polsce elektryczne zespoły trakcyjne zaprojektowane według założeń sprzed II wojny światowej stawały się coraz bardziej przestarzałe w porównaniu z pojazdami zagranicznymi. W związku z tym w 1964 Centralny Ośrodek Badań i Rozwoju Techniki Kolejnictwa rozpoczął opracowywanie założeń nowych jednostek. Wstępnie do jednoczesnej realizacji przyjęto projekty niskoperonowych zespołów typu 2WE i wysokoperonowych składów typu 3WE, które miały być przeznaczone dla warszawskiego i gdańskiego węzła kolejowego. Z uwagi na rozpoczętą w 1962 r. seryjną produkcję niskoperonowych zespołów serii EN57, projekt 2WE odłożono na później i zdecydowano o realizacji jednostek typu 3WE w pierwszej kolejności.

## Produkcja

### Prototypy

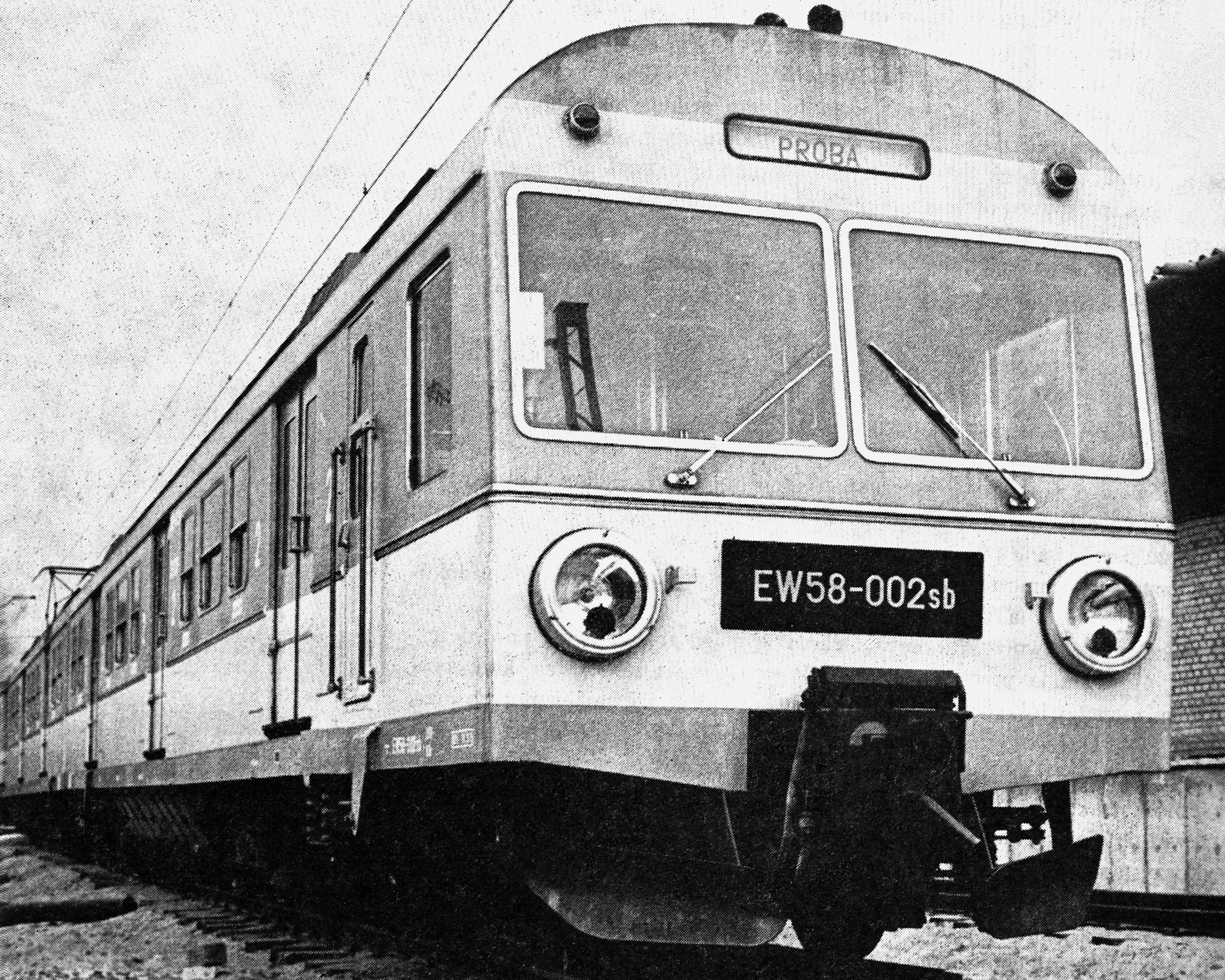
EW58-002 podczas jazdy próbnej w Warszawie (1975)

W 1967  r. ukończona została wstępna koncepcja składu typu 3WE autorstwa Zbigniewa Tyszki z Centralnego Ośrodka Badań i Rozwoju Techniki Kolejnictwa, a w 1973 Centralne Biuro Konstrukcyjne Przemysłu Taboru Kolejowego opracowało dokumentację konstrukcyjną tego pojazdu. Część elektryczną prowadził początkowo Stefan Wróblewski, a następnie Alojzy Kiełkiewicz współpracujący z Eugeniuszem Małeckim, Zbigniewem Durzyńskim i Aleksandrem Płatkiewiczem. Za część mechaniczną natomiast odpowiedzialny był Romuald Łużny wraz z mgr. inż. Perkiem i mgr. inż. Ludkiem. Jednostka była przystosowana do przewidywanych warunków pracy w warszawskim węźle kolejowym – dużej częstotliwości ruchu pociągów na linii średnicowej z małą odległością między przystankami i konieczności uzyskania dużych prędkości na trasach podmiejskich. Do tych warunków dostosowano moc zespołu i przełożenie przekładni (77:20), a także zaprojektowano nowy silnik z możliwością hamowania elektrodynamicznego. Hamulec elektrodynamiczny sterowany był przez tyrystorowy układ regulacji wzbudzenia silników.
Pierwszy prototyp opuścił wrocławski Pafawag w czerwcu 1974, po czym został on zaprezentowany na Międzynarodowych Targach Poznańskich, zaś w 1975 dostarczono kolejne dwa zespoły. Ich badania przeprowadzono w Ośrodku Badawczo-Rozwojowym Pojazdów Szynowych pod kierownictwem Bogdana Paszkowskiego, a następnie skierowane zostały one do Szybkiej Kolei Miejskiej w Trójmieście, gdzie po zmianie napięcia sieci trakcyjnej z 800 na 3000 V DC potrzeba było nowego taboru.

### Seria
W 1977 r.  powstała seria informacyjna licząca pięć jednostek, które w odróżnieniu od pierwszych trzech prototypów zostały wyposażone w górny reflektor. Po przekazaniu producentowi uwag z ich próbnej eksploatacji, wprowadzono zmiany w konstrukcji. Od 1978 zespoły produkowano w zmodyfikowanej wersji 3WEa charakteryzującej się bezprzedziałowym wnętrzem stylizowanym na tabor metra. W 1978 zbudowano 7 pojazdów o numerach od 009 do 015. W 1979 wyprodukowano 5 jednostek o numerach od 016 do 020 i EW58-018 zaprezentowano na Międzynarodowych Targach Poznańskich. W 1980 dostarczono ostatnie 8 pojazdów o numerach od 021 do 028.
W 1984 r., na potrzeby testów związanych z budową jednostek EW60, w wagonie EW58-018sa zamontowano tyrystorowy rozruch impulsowy, pozostawiając w drugim wagonie silnikowym stary rozruch oporowy. W 1988 testy zakończono stwierdzając, że układ ten nie nadaje się do seryjnego wdrażania i zrezygnowano z jego montażu w EW60. Jednostka pozostała na terenie OBRPS do 1992.

### Zakończenie
Początkowo zakładano, że niemiecki tabor na napięcie 800 V został zastąpiony przez zespoły serii EN57 tylko przejściowo i że do 1980 nastąpi całkowita wymiana taboru trójmiejskej SKM na pojazdy serii EW58. W latach 1974–1980 powstało jednak łącznie tylko 28 pojazdów tej serii z zakładanych prawie 100. Ich eksploatacja w węźle trójmiejskim wykazała zawodność tych jednostek i wynikającą z niej małą sprawność ruchową. Konstrukcji zarzucano wiele błędów, m.in. złą jakość niektórych prototypowych maszyn i urządzeń elektrycznych. Dodatkowo nieodpowiedni, w stosunku do złożoności konstrukcji, poziom bazy naprawczo-obsługowej PKP oraz niewydolność sieci zasilającej i niedostatki energii elektrycznej na cele trakcyjne, ze względu na większą energochłonność w porównaniu z jednostkami serii EN57, doprowadziły do tego, że zrezygnowano z dalszej produkcji jednostek tego typu i postanowiono zaprojektować nowy pojazd. W 1990 na bazie EW58 powstały dwie sztuki EZT serii EW60.

## Konstrukcja

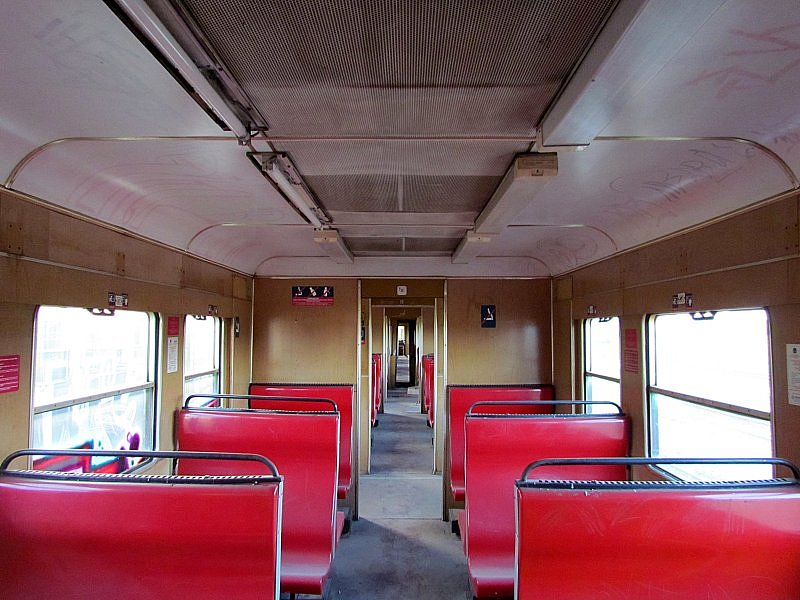
Wnętrze z całymi ściankami działowymi jednostki typu 3WE

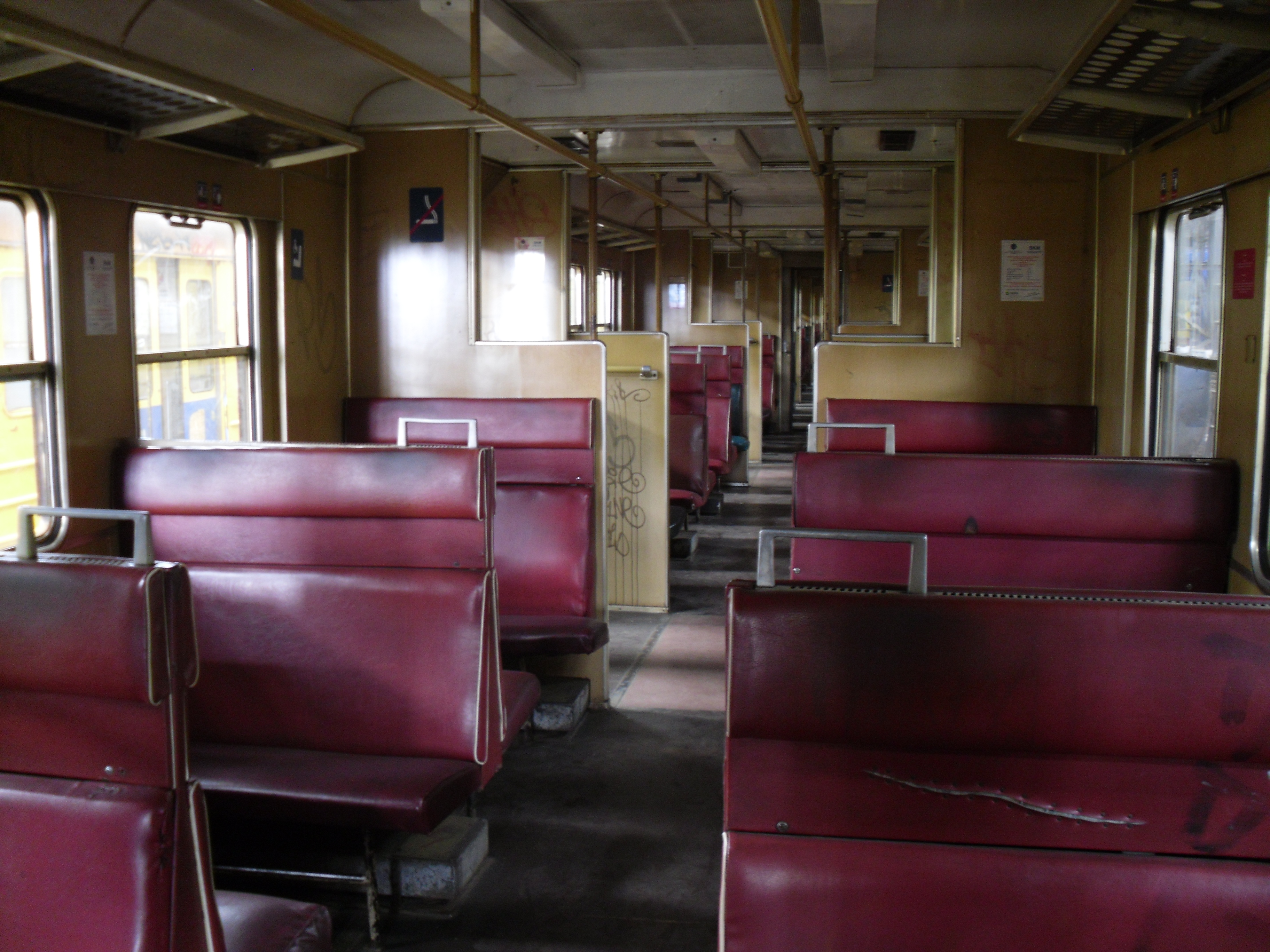
Wnętrze z niskimi ściankami działowymi jednostki typu 3WEa

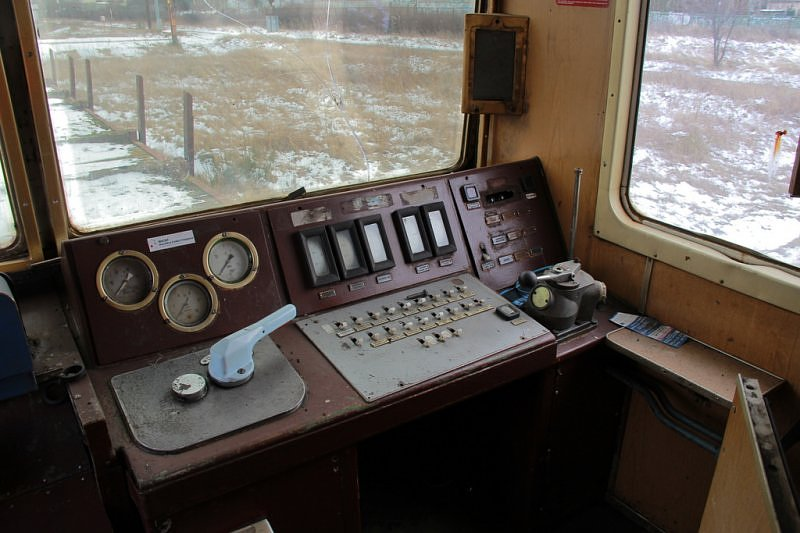
Kabina maszynisty

### Nadwozie
Zespół typu 3WE składał się z trzech wagonów – dwóch silnikowych i jednego doczepnego. Wagony skrajne typu 301B były wagonami kabinowymi i oznaczane były na PKP jako sa i sb (wagon silnikowy a i b), natomiast wagon doczepny typu 401B znajdował się w środku składu i nosił oznaczenie d. Była to pierwsza polska jednostka o układzie wagonów silnikowy+doczepny+silnikowy.
Wagony były połączone ze sobą sprzęgiem krótkim (bez głowicy, nierozłączalnym w warunkach eksploatacyjnych) oraz przejściem dla pasażerów, chronionym i uszczelnionym wałkami gumowymi. Na czołach wagonów kabinowych (początek i koniec zespołu) zastosowano sprzęgi długie (samoczynne sprzęgi Scharfenberga), które umożliwiały połączenie zespołów w składy. Jednostki EW58 o numerach od 004 wzwyż były przystosowane do jazdy w trakcji ukrotnionej do trzech pojazdów z jednostkami tej samej serii oraz z serią EN57, co było możliwe jedynie przy dolnym nastawieniu rozruchu dającym parametry jak w pojazdach EN57. Trzy egzemplarze prototypowe nie mogły współpracować z innymi pojazdami.
Pudło każdego z wagonów stanowił szkielet wykonany z profili walcowanych i tłoczonych oraz poszycie z blach. Konstrukcja była samonośna, całkowicie stalowa i spawana oraz spełniała wszystkie wymagania wytrzymałościowe zawarte w przepisach UIC VE567 i odpowiednich przepisach OSŻD. Wewnętrzna strona blach pudła pokryta była grubą na 1,5 mm warstwą azbestowo-bitumicznej masy tłumiącej chroniącej przed korozją, na którą nałożono warstwę izolacji cieplnej. Ściany i sufity wyłożono płytami „Unilam”. Podłogi izolowane były warstwą filcu, na który położono 3 mm grubości wykładziny typu winileum. Podłogę w ubikacji wyłożono ceramiką na wyprawie cementowej.

### Wnętrze i przestrzeń pasażerska
Jednostka miała wejścia przystosowane do wsiadania z wysokich peronów stacyjnych. W każdym wagonie znajdowały się po trzy pary rozsuwanych drzwi wejściowych dla pasażerów na stronę pojazdu. Między wagonami wykonano przejścia z drzwiami suwanymi. Początkowo wejścia z przedsionków do przedziałów również zamykane były jednoskrzydłowymi drzwiami suwanymi, a składy w nie wyposażone oznaczane były jako 3WE. Z czasem jednak drzwi zlikwidowano, a ścianki międzyprzedziałowe zmieniono w wiatrołapy obniżone do górnych krawędzi siedzeń, tworząc tym samym składy typu 3WEa.
Wszystkie drzwi wewnętrzne i zewnętrzne wykonano z blach aluminiowych klejonych, natomiast szyby wszystkich okien wykonano ze szkła hartowanego. Półki, listwy, okucia i uchwyty we wnętrzu wykonano ze stopów aluminium. Jarzeniowe oświetlenie wnętrza, zasilane napięciem 220 V z oddzielnej przetwornicy statycznej, zapewniało natężenie 150 lx na wysokości 80 cm od poziomu podłogi. Zastosowano ogrzewanie konwekcyjno-nawiewne, grzejniki o regulowanej mocy umieszczono pod ławkami w przedziałach oraz na ścianach w przedsionkach.

### Podwozie
Każdy z wagonów skrajnych był oparty na dwóch wózkach napędnych typu 3MNa o rozstawie osi 2500 mm i średnicy kół 1000 mm. Wagon środkowy oparty był na dwóch wózkach tocznych typu 9ANa o rozstawie osi 2500 mm i średnicy kół 920 mm. Wszystkie wózki wyposażone były w bezwidłowe prowadzenie zestawów kołowych z zastosowaniem drążków przegubowych i sprężyn śrubowych w I stopniu usprężynowania oraz komplet sprężyn i elementów gumowych osadzonych bezpośrednio w gniazdach ostoi wózków w II stopniu usprężynowania.
Rozstaw osi skrajnych w każdym z wagonów wynosił 17 540 mm.

### Zasilanie i napęd
Prąd stały o napięciu 3000 V, przesyłany linią napowietrzną, odbierany był przez dwa pantografy zamontowane na dachu wagonu środkowego. Napędzał on znajdujące się w wagonach skrajnych silniki trakcyjne, które w każdym z tych wagonów były połączone na stałe w szereg. Zastosowanie 8 silników trakcyjnych znacząco poprawiło przyspieszenie pojazdu, co było szczególnie ważne na obszarach aglomeracji o krótkich odległościach między przystankami, ale jednocześnie znacznie zwiększyło energochłonność zespołu. Właśnie to zdecydowało o wstrzymaniu zakupów kolejnych pojazdów tej serii.
Jednostka została zaprojektowana z myślą o zastosowaniu rozruchu impulsowego produkcji krajowej, jednak nigdy takiego nie wykonano i producent musiał zastosować klasyczny rozruch oporowy. EW58 wyposażono w elektropneumatyczny i pneumatyczny hamulec systemu Oerlikon oraz hamulec elektrodynamiczny oporowy, który mógł być stosowany przy prędkości większej niż 100 km/h.

## Eksploatacja
| Państwo | Przewoźnik | Liczba sztuk | Oznaczenie     | Lata eksploatacji |
| ------- | --- | ------------ | -------------- | ----------------- |
| Polska  | PKP (do 1998) PKP Zakład Aglomeracyjnych Przewozów Pasażerskich w Gdańsku (1998–1999) PKP Zakład Szybkiej Kolei Miejskiej w Trójmieście (1999–2001) PKP Szybka Kolej Miejska w Trójmieście (od 2001) | 0 (28)       | EW58-001 ÷ 028 | 1974–2012         |

### Początki
Seria EW58 powstała z przeznaczeniem do ruchu w warszawskim węźle kolejowym, ale ostatecznie wszystkie pojazdy tej serii zostały przekazane trójmiejskiej Szybkiej Kolei Miejskiej. Początkowo stacjonowały one w lokomotywowni w Gdyni Chyloni i były obsługiwane w tamtejszym zapleczu utrzymaniowo-naprawczym, które nie było przystosowane do napraw jednostek trójwagonowych.
Pierwsze trzy sztuki EW58, wyprodukowane i dostarczone do Trójmiasta w latach 1974–1975, były testowane na odcinku z Gdyni do Wejherowa i w Gdańsku na linii do Nowego Portu, gdzie napięcie z 800 na 3000 V DC zmieniono 1 października 1973. Sukcesywnie dostarczane kolejne jednostki tej serii kierowano na linię Gdańsk – Wejherowo, która w związku z rosnącymi przewozami musiała być obsługiwana pociągami złożonymi z trzech zespołów. Na mniej obciążonym odcinku do Nowego Portu natomiast sprawdzały się pojedyncze jednostki, w związku z czym na linię tę skierowano trzy prototypy niedostosowane do jazdy w trakcji wielokrotnej.
Mała liczba zespołów EW58 w stosunku do pozostałego taboru obsługującego system SKM nie pozwoliła na pełne wykorzystanie ich możliwości technicznych. Kursowały one na zmianę z EN57 o gorszych parametrach i z tego powodu nie było możliwe skrócenie rozkładowego czasu jazdy.
EZT serii EW58 opuszczające hale montażowe były pomalowane na pomarańczowo z poziomym kremowym pasem wzdłuż całego pudła. Podczas kolejnych napraw rewizyjnych kolor kremowy zmieniał się, osiągając czasem barwę żółtą.
1 sierpnia 1982 na terenie lokomotywowni w Chyloni pojazd EW58-023, nieodpowiednio zabezpieczony po przeprowadzonej naprawie, został omyłkowo uruchomiony i wjechał z prędkością 70 km/h w jednostkę EW58-027, która następnie najechała na skład EN57-1130+1108. W wyniku zdarzenia w obydwu jednostkach serii EW58 pękły ostojnice, w związku z czym podjęto decyzję o ich kasacji. W latach 1986–1987 natomiast trzy prototypowe jednostki serii EW58 przebudowano na pociągi sieciowe.

### Przełom XX i XXI wieku

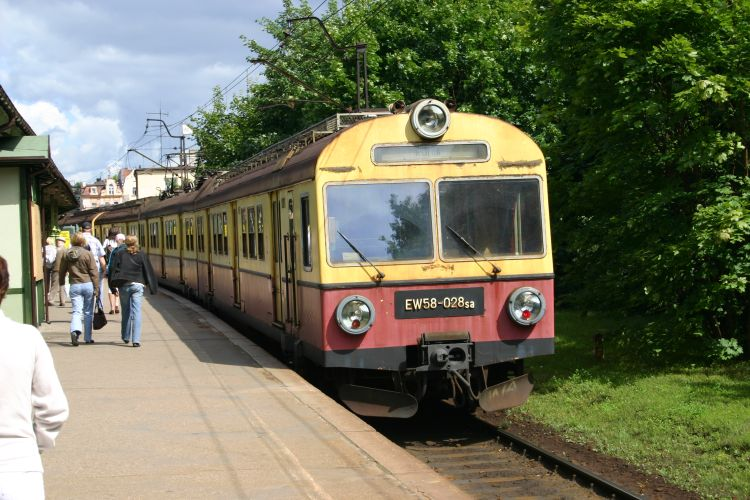
EW58-028 w malowaniu stylizowanym na berlińską S-Bahn (2007)

W grudniu 1988 tabor obsługujący trójmiejską SKM, w tym 23 jednostki EW58, został przeniesiony do nowo otwartej elektrowozowni Gdynia Cisowa, która została zaprojektowana i wybudowana z myślą o postoju i naprawach trójmiejskich zespołów trójwagonowych.
W latach 1989–1999 zniszczeniu, w większości przypadków na skutek pożarów, uległo 15 zespołów. 1 grudnia 1999 nowo powołany PKP Zakład Szybkiej Kolei Miejskiej w Trójmieście dysponował 8 jednostkami EW58 o numerach 005, 006, 011, 012, 016, 019, 024 i 028.
W 2000  r. wprowadzono nowy schemat malowania, nawiązujący do kolorystyki stosowanej przez berlińską S-Bahn. 6 maja 2000 jednostki EW58-024 i 005 otrzymały jako pierwsze nowe żółto-czerwono-czarne barwy.
W 2001  r. na stacji Rumia spłonęły dwa człony zespołu EW58-016. 1 lipca 2001 spółka PKP Szybka Kolej Miejska w Trójmieście, która powstała w miejsce PKP Zakładu SKM w Trójmieście, eksploatowała 7 składów tej serii.
W sierpniu 2009 przewoźnik powrócił do pierwotnej malatury pojazdów. 26 września 2009 miał miejsce okolicznościowy przejazd odnowionymi i pomalowanymi w pomarańczowe barwy jednostkami EW58-028 i 011.

### Niezrealizowana modernizacja i wycofanie z ruchu

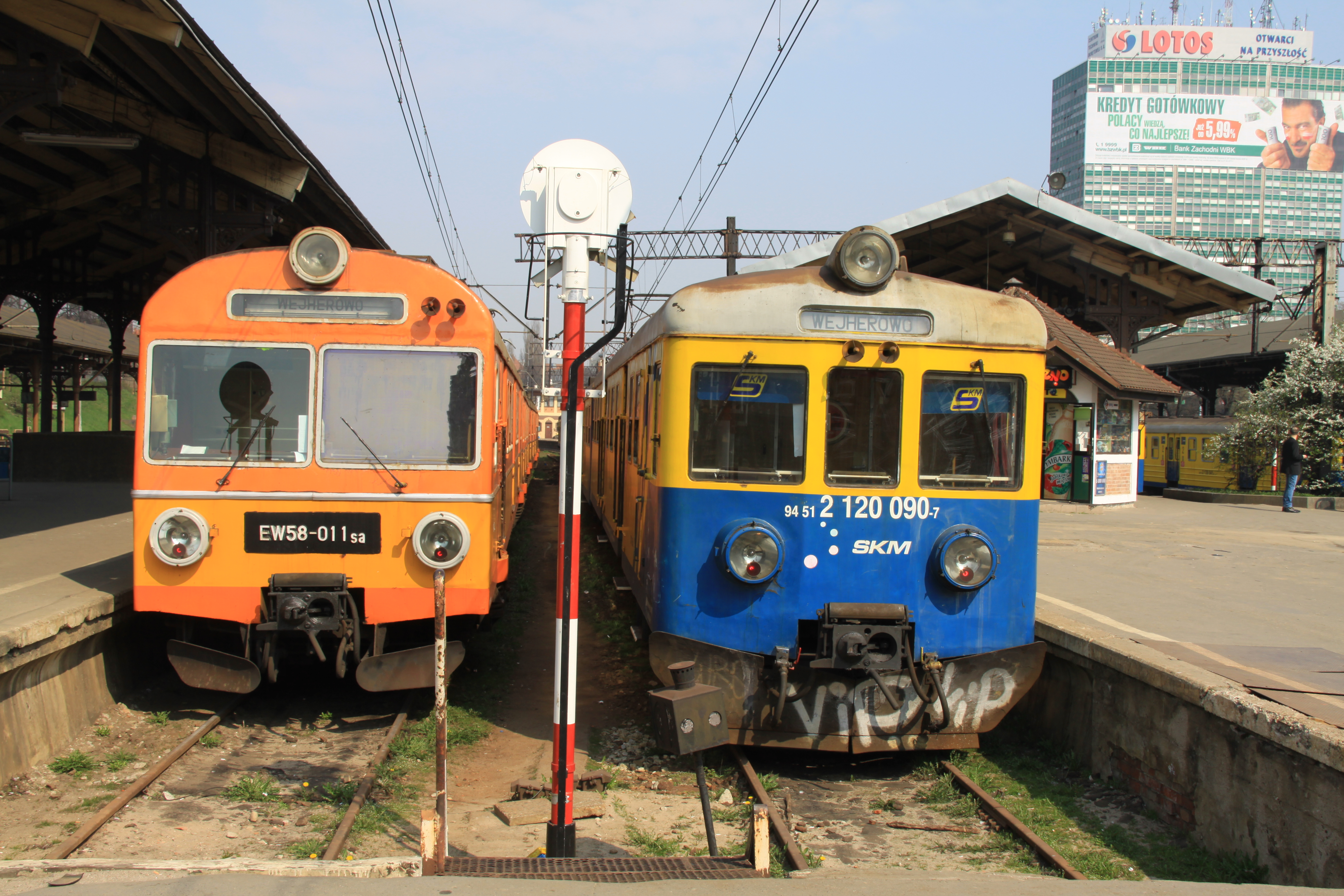
EW58-011 i EN57-1670 na stacji Gdańsk Główny (2011)

19 listopada 2010 przedsiębiorstwo PKP SKM Trójmiasto ogłosiło przetarg nieograniczony na modernizację 21 EZT – 15 sztuk EN57, 2 sztuk EN71 i 4 sztuk EW58. Z jednostek EW58 o numerach 011, 012, 019 i 028 oraz środkowych wagonów doczepnych ze składów o numerach 005, 006 i 024 planowano zbudować trzy jednostki czterowagonowe o układzie wagonów s+d+d+s i jeden pojazd trójwagonowy o dotychczasowym układzie wagonów s+d+s. Dla składu trójwagonowego przewidywano oznaczenie EW58ASKM, natomiast nowym jednostkom czterowagonowym chciano nadać serię EW77ASKM. Zmodernizowane składy, za sprawą montażu opływowych czół, miały wyglądem upodobnić się do najnowszych jednostek trójmiejskiego przewoźnika, ponadto miały być wyposażone w silniki asynchroniczne i rozruch impulsowy, a także m.in. w podnośniki, toalety w systemie zamkniętym i miejsca dostosowane dla niepełnosprawnych poruszających się na wózkach inwalidzkich, stojaki na rowery, wewnętrzny monitoring i system informacji pasażerskiej. Swoje oferty w tym przetargu złożyły dwa przedsiębiorstwa – bydgoska Pesa i nowosądecki Newag. 22 marca 2011 wybrano ofertę Newagu – modernizacja wszystkich 21 jednostek miała kosztować niecałe 140 mln zł.
W 2011 r., w związku z planowaną modernizacją jednostek serii EW58, wszystkie 7 eksploatowanych wówczas sztuk zostało wycofanych z ruchu. Następnie zespół EW58-024 i środkowy wagon EW58-006, z których miał powstać pierwszy przebudowany skład czterowagonowy, przetransportowano do Nowego Sącza. Pozostałych 5 zespołów zostało natomiast przywróconych do eksploatacji w celu obsługi meczów piłki nożnej i wywożenia kibiców Arki Gdynia z Redłowa. Byli to głównie kibole dewastujący tabor, dlatego wnętrz jednostek nie remontowano.
W 2012  r. ostatecznie zrezygnowano z modernizacji składów, gdyż okazało się to zbyt drogim przedsięwzięciem. 20 września zestawiony pojazd czterowagonowy oczekujący modernizacji został przeholowany za pomocą lokomotywy serii EU07 z Nowego Sącza do Gdańska Głównego. Mniej więcej w tym samym czasie pozostałe jednostki obsługujące mecze Arki definitywnie wycofano z eksploatacji.
EZT serii EW58 dorobiły się przez cały okres użytkowania dwóch nazw żargonowych. Początkowo trójmiejscy kolejarze nazywali je UFO, gdyż były awaryjne, nigdy nie było wiadomo kiedy i jaka usterka się pojawi oraz jak pojazd zachowa się na szlaku. Później zaczęto je także nazywać kolory, gdyż za sprawą wprowadzanych podczas produkcji seryjnej zmian nie istniały dwa identyczne egzemplarze.

### Losy pojazdów po zakończeniu eksploatacji

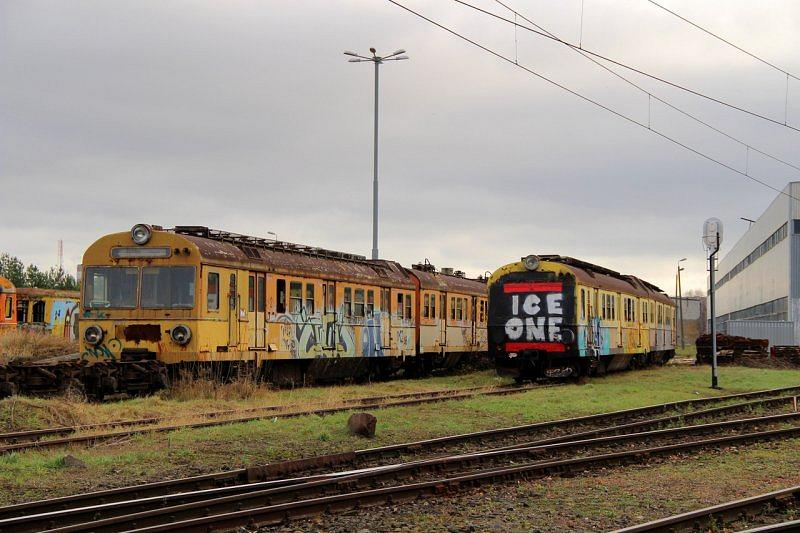
Odstawione składy EW58 oczekujące złomowania (2016)

Zespoły wyłączone z ruchu w 2012 zaczęto stopniowo odstawiać do długotrwałego zapasu. Ostatecznie wiosną 2015 przewoźnik, po ponownym przeanalizowaniu opłacalności naprawy P5 i modernizacji tych jednostek, skreślił ze stanu 6 z 7 pojazdów EW58. Na początku września pojazdy EW58 o numerach 005, 006, 011, 012, 019 i 024 zostały wystawione na sprzedaż. Według SKM Trójmiasto, istniała możliwość ich dalszej eksploatacji po przeprowadzeniu naprawy P4.
Ze względu na brak zainteresowania w poprzednim postępowaniu, na początku listopada 2016 SKM Trójmiasto ponownie ogłosiło przetarg na sprzedaż 6 jednostek, ale tym razem jako złom. Wówczas przedsiębiorstwo podjęło także decyzję, że siódmy istniejący egzemplarz, EW58-028, zostanie zachowany jako pojazd historyczny i najprawdopodobniej jako eksponat stały. 12 listopada spaleniu, najprawdopodobniej na skutek podpalenia, uległa przeznaczona do kasacji jednostka EW58-011. Pod koniec tego samego miesiąca rozpoczęto złomowanie pojazdów, które zakończono 15 grudnia.
W połowie maja 2017 podano, że wobec jednego pozostawionego pojazdu istnieją plany przywrócenia go do stanu oryginalnego. Ponadto zachowano dwie kabiny z jednostek pociętych na złom. 11 lipca kompletna kabina wagonu EW58-019sa została wbudowana w ścianę hali obsługowej na terenie elektrowozowni w Gdyni Cisowej, stając się tym samym pomnikiem techniki.